# Слободска Украйна
Слободска Украйна (на украински: Слобідська Україна; на руски: Слободская Украина), наричана също Слобожанщина, е историческа област в Източна Европа, разположена от двете страни на съвременната граница между Украйна и Русия.

## История
Слободска Украйна възниква в средата на XVII век, когато руското правителство се стреми да привлече заселници по своята югозападна граница с Кримското ханство. Жителите на областта получават различни данъчни и юридически привилегии, а повечето нови селища имат статут на слободи – оттам и името на областта. Основната част от заселниците са украинци, идващи от съседните области на запад, намиращи се в границите на Жечпосполита.
Първоначално административното устройство на Слободска Украйна е сходно с това на Казашкото хетманство на запад. Тя е разделена на пет казашки полка с центрове в Острогожск, Харков, Суми, Ахтирка и Изюм. Привилегиите на слободските казаци са премахнати през 1765 година и областта е превърната в руска губерния. По време на Гражданската война в Русия Слободска Украйна е разделена между Русия и Украйна.
Днес Слободска Украйна включва в Украйна почти цялата Харковска област, части от Луганска и Сумска област и малки части от Донецка и Полтавска област, а в Русия – основната част от Белгородска област и части от Курска и Воронежка област.